# Niedamowo

Karte von Niedamowo

Niedamowo ist ein Ort in der Gmina Kościerzyna (dtsch.: Berent) im Powiat Kościerski in der Woiwodschaft Pommern im nördlichen Polen. Niedamowo liegt ca. 10 km südöstlich von Kościerzyna und 49 km südwestlich von Danzig.

## Geschichte
Zu Zeiten des Deutschen Ordens ist Niedamowo ein kulmisch-rechtliches Dienstgut. Am 3. März 1419 wird ein Johann de Nedamo (Nedemaw, Niedamowo) urkundlich erwähnt. Die Ordensvogtei Dirschau erwähnt in ihrem Großen Zinsbuch für die Jahre 1437/38 unter dem Eintrag Berent neben anderen Gütern auch Niedamowo als Dienstgut. Im Jahr 1570 ist Niedamowo mit 40 Hufen noch vollständig bewirtschaftet. Im Jahr 1583 kauft Georg Klinski von Rautenberg das Landgut von Achatius von Nostitz-Jatzkowski. Im Jahr 1595 hat Niedamowo eine Mühle und vier Untertanen. Bis zum Jahr 1788 ist Niedamowo im Besitz der Familie von Rautenberg-Klinski. Am 30. Mai 1874 wird aus den Landgemeinden Eichenberg, Neu Kischau, Niedamowo und Stawisken und dem Gutsbezirk Niedamowo der Amtsbezirks Niedamowo gegründet. Im Jahr 1900 kauft der Bankier und Privatgelehrte Gustav Schadow (* Berlin 28. August 1831 Berlin, † Berlin 7. November 1911, ⚭ Anna Maria Therese Philipp), der Vater des Hans Schadow, das Rittergut Niedamowo für seinen Sohn Otto Andreas Gustav Schadow (* 6. Mai 1874, † 23. Mai 1938, ⚭ Charlotte Hildegard Rissmann). In den Kauf fließen 80.000 Reichsmark aus der Aussteuer durch den Vater der Braut, Hannibal Rissmann, mit ein. Am 6. November 1913 wird die Landgemeinde Niedamowo teilweise in den Gutsbezirk Niedamowo eingegliedert. Nach der Unterzeichnung des Vertrages von Versailles wird der Amtsbezirk Niedamowo am 10. Januar 1920 zusammen mit den Amtsbezirken Groß Klinsch, Kornen, Lorenz, und Putz an Polen abgetreten und ist Teil des „Polnischen Korridors“. Nach dem Tod von Otto Andreas Gustav Schadow im Jahr 1938 geht das Rittergut Niedamowo an seinen ältesten Sohn Ekkehard Otto Hinrich Schadow (1904–1986), der seinen Besitz am 20. Januar 1945 durch seine Flucht vor dem Einmarsch der Roten Armee aufgeben muss. Hierdurch gehen die Bilder „Bildnis des Reichskanzlers Otto von Bismarck“ und „Bildnis einer Zigeunerin“ des Hans Schadow verloren und gelten bis zum heutigen Tag als verschollen (siehe Hans Schadow).

## Besitzer des Ritterguts
- vor 1583 Familie von Nostitz-Jatzkowski
- 1583–1788 Familie von Rautenberg-Klinski
- 1900–1945 Familie Schadow

weitere Besitzer: Goltz, Johannot von Chagnian, Czapski, Zitzewitz, Lniski, Studzinski, Szemonek, Gostomski, Oslowski, Sobolewski, Wesierski

## Amtsvorsteher (Amtsbezirk Niedamowo)
- seit 1874 Michael von Rautenberg-Klinski (Bürgermeister von Berent, kommissarisch)
- seit 1904 Hr. Böttner (Gutsbesitzer auf Stawisken)
- seit 1914 Otto Andreas Gustav Schadow (Gutsbesitzer auf Niedamowo)